# Neseis legnota
Neseis legnota är en insektsart som beskrevs av Ashlock 1966. Neseis legnota ingår i släktet Neseis och familjen fröskinnbaggar. Inga underarter finns listade i Catalogue of Life.